# Dekanija Ljubljana - Moste
Dekanija Ljubljana - Moste je rimskokatoliška dekanija Nadškofije Ljubljana.

## Župnije
1. Župnija Dol pri Ljubljani
2. Župnija Javor
3. Župnija Ljubljana - Črnuče
4. Župnija Ljubljana - Fužine
5. Župnija Ljubljana - Kašelj/Zalog
6. Župnija Ljubljana - Kodeljevo
7. Župnija Ljubljana - Moste
8. Župnija Ljubljana - Polje
9. Župnija Ljubljana - Sv. Križ
10. Župnija Ljubljana - Šmartno ob Savi
11. Župnija Ljubljana - Štepanja vas
12. Župnija Ljubljana - Zadobrova
13. Župnija Sostro
14. Župnija Sv. Helena - Dolsko
15. Župnija Sv. Jakob ob Savi